# بیر موگرین
بیر موگرین یک منطقهٔ مسکونی در موریتانی است.